# Фридрих I фон Лихтенберг
Фридрих I фон Лихтенберг (на немски: Friedrich von Lichtenberg; * пр. 1260; † 20 декември 1306, Страсбург) е от 1299 г. до 1306 г. епископ на Страсбург.

## Произход и управление
Той произлиза от елзаския род на господарите на Лихтенберг. Син е на Лудвиг I фон Лихтенберг († 1250/1252) и първата му съпруга Елизабет († 1271).
Фридрих I става през 1273 г. архидякон в Мец, от 1274 кантор и през 1275 г. последва брат си Конрад III († 1299) като пропст на катедралния капител в Страсбург. След смъртта на брат му Фридрих е избран на 15 септември 1299 г. за епископ на Страсбург в присъствието на крал Албрехт I. През април 1300 г. той е помазан за епископ.
През 1301 г. Фридрих I сключва мир с крал Албрехт I, с епископа на Базел Петер фон Аспелт, ландграфа в Елзас и с градовете Базел и Страсбург. През 1302/1304 г. той дава права на град на Етенхайм. След смъртта му е погребан до брат му Конрад в капелата Йоханис в Страсбургската катедрала.